# Kakushigoto
Kakushigoto (かくしごと, jeu de mots entre « secret », « travail de dessin » et la lecture syllabaire à l'occidentale du nom du protagoniste) est un manga comique japonais écrit par Kōji Kumeta. Le manga est pré-publié dans le Monthly Shōnen Magazine entre décembre 2015 et juillet 2020, ; composé au total de douze volumes tankōbon. La version française est publiée par Vega depuis avril 2019,.
Une adaptation en une série télévisée d'animation par le studio Ajiadō est diffusée pour la première fois entre le 2 avril et le 18 juin 2020,, suivie au 9 juillet 2021 d'une version filmique.

## Intrigue
Kakushi Gotō est un mangaka avec une certaine renommée : il est connu pour ses titres à contenu indécent ainsi que ses blagues salaces, et de nombreux admirateurs l'apprécient grandement à travers le monde.
Cependant, sa vie change quand il devient père et décide, après une prise de conscience, de cacher son réel travail à sa fille chérie, Hime. 
Devant élever cette dernière tout seul, pour son bien Kakushi tente d'aménager sa double vie et de franchir tous les obstacles sur sa route à fin de conserver son secret aux yeux de sa fille, et la rendre heureuse.

## Personnages

### Principaux
Kakushi Gotō (後藤 可久士, Gotou Kakushi) (nom de naissance et d'artiste) / Kazushi Gotō (後藤 和士, Gotou Kazushi) (nom d'emprunt) / « Clark Kent » (クラークケント, Kurāku Kento) (sobriquet par Mario) / le « ‹ Maestro › de Daikanyama » (代官山の巨匠, Daikanyama no kyoshou) (sobriquet par son éditeur)
Voix japonaise : Hiroshi Kamiya
Le personnage-titre de l'histoire.
Kakushi est un père célibataire et mangaka qui dirige sa propre entreprise, G-PRO : cependant, ses œuvres à succès impliquant du contenu indécent et graveleux, il est déterminé envers et contre tout à garder secrète son activité professionnelle pour préserver l'innocence ainsi que la vie future de sa fille chérie, Hime, qu'il élève seul. Sa dévotion de papa poule est source de situations comiques, la moindre chose pouvant contribuer au bien-être de sa fille l'impliquant intégralement et ce qui, au contraire, peut potentiellement nuire à Hime ou trahir son secret auprès d'elle, ayant tendance à lui susciter une irrationalité presque paranoïaque.
Parce qu'il se déguise en ce seul but chaque matin et fin de journée, sur le chemin entre son domicile de Meguro et son travail à Shibuya, et jongle ainsi entre deux identités — dont l'une qui lui donne des airs de salaryman (avec ses lunettes, un complet ainsi qu'un attaché-caisse), il est surnommé d'après l'identité secrète de Superman par le travesti propriétaire de la boutique où il se change.
Lu à l'occidental et écrit différemment, son nom complet peut, comme celui de sa fille, faire allusion à un « secret ; ce qui est secret » (隠し事, kakushigoto).
Hime Gotō (後藤 姫, Gotou Hime)
Voix japonaise : Rie Takahashi (adaptation animée), Chika Anzai (vidéo promotionnelle),
Le personnage féminin principal de l'histoire.
Fille de Kakushi, Hime est une enfant ingénue, dynamique et adorable de dix ans qui ignore totalement le réel métier de son père.
Elle a, à son propre insu, une influence considérable sur les actions et choix de vie de celui-ci, qui sont entièrement tournés vers son bien-être. Ce désir de son père de la préserver d'à peu près tout est source de situations comiques.
Dans le saut en avant où elle est sur le point de percer le secret de son père, elle est représentée comme une lycéenne de dix-huit ans.
Lu à l'occidental et écrit différemment, son nom complet peut, comme celui de son père, faire allusion à un « secret ; ce qui est secret » (秘め事, himegoto). Son prénom (姫, hime), quant à lui, est l'équivalent natif de « princesse ».

### Secondaires

#### G-PRO
La petite entreprise de production créée par Kakushi Gotō compte, en plus de lui-même et de jeunes nouveaux dans l'industrie y travaillant temporairement ou occasionnellement, ses assistants permanents comme membres.
Aogu Shiji (志治 仰, Shiji Aogu)
Voix japonaise : Taku Yashiro (ja)
L'assistant en chef de Kakushi.
Jeune homme fiable sachant garder la tête froide, en tant qu'ancien il est le plus rôdé de l'équipe aux lubies de leur patron, et se charge généralement de combler les lacunes des nouveaux sur la question.
Un comique de répétition le concernant consiste à arriver au travail avec son bras blessé.
Rasuna Sumita (墨田 羅砂, Sumita Rasuna)
Voix japonaise : Kiyono Yasuno (ja)
Une ancienne élève douce et féminine.
Elle est devenue assistante parce que c'est un « travail créatif sûr se situant à Daikanyama », mais elle avance toutefois qu'elle n'a aucune intention de devenir une mangaka.
Aussi posée que raisonnable, souvent pertinente, elle a tendance à trouver les solutions et raisonnements adaptés aux situations, et à contrebalancer par conséquent les actions nuisibles de Tomaruin.
Ami Kakei (筧 亜美, Kakei Ami)
Voix japonaise : Ayane Sakura
La responsable de la finition et de l'habillement.
Elle est une aspirante dessinatrice horrifique.
Sarcastique à l'occasion, elle a des opinions claires et des avis bien tranchés.
Kakeru Keshi (芥子 駆, Keshi Kakeru)
Voix japonaise : Ayumu Murase
Nouveau venu parmi les assistants de G-PRO.
Il est responsable du gommage.
D'allure banale et ordinaire, un comique de répétition le concernant consiste à souligner son insignifiance de faire-valoir en le traitant, selon la circonstance, comme le personnage-fonction ignorant et lanceur de sujets (auxquels il ne participe pas vraiment lui-même), un simple suiveur du groupe ou un personnage tertiaire se faisant interrompre (voire, ignorer) durant les interventions collectives.

#### Entourage de Kakushi Gotō
Personnes qui, dans sa vie professionnelle ou privée, font partie intégrante de la routine de Kakushi Gotō.
Mario (マリオ)
Voix japonaise : Daisuke Namikawa
Le boutiquier travesti du Marriott Ranch Market (マリオットランチマーケット, Mariotto Ranchi Māketto), situé dans un quartier embourgeoisé pour hipsters et dans lequel Kakushi va se changer quotidiennement sur le trajet entre sa demeure et son travail, afin de donner le change auprès d'Hime.
Du fait du parallèle ironique, des deux identités de ce père si dévoué et de ses allures très ressemblants de salaryman qu'il prend dans sa vie privée — pour sa fille, il surnomme Kakushi d'après l'identité civile et secrète de Superman, « Clark Kent » (クラークケント, Kurāku Kento).
Satsuki Tomaruin (十丸院 五月, Tomaruin Satsuki)
Voix japonaise : Natsuki Hanae
Un éditeur du Weekly Shōnen Magazine.
Vivant un long calvaire, il est responsable (malgré lui) des contacts avec les membres de l'entreprise G-PRO, qu'il irrite à l'occasion : trop sûr de lui au point d'en être buté, il a tendance à menacer régulièrement de révéler le secret de Kakushi à sa fille en suivant ses propres idées sans y réfléchir, par exemple en déposant à plusieurs reprises du matériel de dessin à leur domicile, ou plus largement, à générer des malentendus et empirer les situations. Du fait qu'il demeure confiant malgré tout et n'assume jamais les conséquences de ses fautes, il est considéré comme autant écervelé qu'incompétent aux yeux de G-PRO.
La première fois qu'il l'a vue, il a eu le coup de foudre pour Nadila qui serait, selon ses propres dires, son « type de femme ».
Nadila (ナディラ, Nadira)
Voix japonaise : Emiri Katō (ja)
Une immigrée indonésienne qui travaille à la maison des Gotō comme femme de ménage, ou pour garder Hime en cas de besoin.
Occasionnellement, elle lui tient aussi compagnie et lui apprend certaines choses, comme lorsqu'elle assiste la fillette pour cuisiner une recette.
Elle suscite à son propre insu l'intérêt de Tomaruin.

#### Entourage d'Hime Gotō
Condisciples et groupe d'amies qui font partie intégrante de la routine d'Hime Gotō. Par jeu d'enfant, elles forment ensemble avec cette dernière une « agence de détectives » visant à découvrir la vérité au sujet de rumeurs, d'événements insolites ou de questions qu'elles peuvent se poser à la suite de mésinterprétations enfantines de problématiques d'adultes.
Anecdote : bien qu'étant des personnages à part entière, chacune d'elles est — jusque dans les nom et conception — individuellement inspirée de l'une des Filles Désespoir, personnages féminins principaux d'une autre œuvre de Kōji Kumeta, Sayonara Monsieur Désespoir (さよなら絶望先生, Sayonara Zetsubō sensei).
Hina Tōmi (東御 ひな, Toumi Hina)
Voix japonaise : Kaede Hondo
Pour leur classe, elle est membre de la cantine (給食委員, kyūshoku-iin, litt. « membre de la restauration »).
Ses parents ayant apparemment un niveau de vie très confortable, même en s'entendant bien avec ses camarades elle se montre parfois — et malgré elle — maladroite avec ses amies, notamment Hime, à cause de leurs différences d'habitudes et de milieu socio-économiques.
Elle est inspirée de Nami Hitō.
Silvia Kobu (古武 シルビア, Kobu Shirubia)
Voix japonaise : Ari Ozawa (ja)
Fondatrice et meneuse à l'initiative de leur fameuse « agence de détectives » (「めぐろ川たんていじむしょ」, Meguro-gawa tantei jimusho, litt. « [le Bureau de détective/l’Agence d'investigation] de la rivière Meguro »).
Aimant les chats, elle l'a créée et entraînée ses amies à l'origine, pour retrouver l'inconnu (en fait Kakushi, le père d'Hime) qui aurait, « héroïquement » selon elle, sauvé sous ses yeux un chat de la rivière du même nom, puis aussitôt disparu.
Elle est inspirée d'Abiru Kobushi.
Riko Kitsuchi (橘地 莉子, Kitsuchi Riko)
Voix japonaise : Azumi Waki (ja)
Pour leur classe, elle est l'équivalente d'une déléguée de classe (風紀委員長, fūki iin-chō, litt. « président moral/éducatif/disciplinaire »).
Elle est inspirée de Chiri Kitsu.
Kayo Aiga (相賀 加代, Aiga Kayo)
Voix japonaise : Yūko Ōno (ja)
Une nouvelle élève transférée pour les autres.
Elle considère Hime Gotō, qui l'a intégrée à leur groupe, comme sa meilleure amie ainsi que sa « sauveuse » : son arrivée dans la classe s'étant mal passée pour elle et échouant à se sociabiliser, elle se repliait progressivement sur elle-même avant qu'Hime ne brise ce cercle vicieux en venant innocemment lui parler, pour faire connaissance et manifester son désir de devenir amies avec elle, ce qui l'a aidée à s'intégrer dans la classe.
Elle est inspirée d'Ai Kaga.

#### Prétendantes de Kakushi Gotō
Certaines filles célibataires du quartier des Gotō, du fait de certains malentendus que Kakushi génère inconsciemment (mais aussi et surtout, du solipsisme féminin) en leur parlant implicitement de sa fille, se sont chacune persuadées que ce père courage célibataire et mangaka réputé, qui leur proposerait à titre individuel des « rendez-vous » ou chercherait des « prétextes » pour les « voir », aurait le désir de refonder un couple avec l'une d'entre elles : elles se perçoivent dès lors mutuellement comme des rivales.
Ichiko Rokujō (六條 一子, Rokujou Ichiko)
Voix japonaise : Maaya Uchida
Une enseignante du primaire à l'école d'Hime et de ses amies, et grande admiratrice de l’œuvre de Kakushi.
Sportive à la peau bronzée, elle est généralement habillée de la tenue de sport de l'établissement et se balade souvent avec une espèce de perche « anti-types louches ».
Lorsque Kakushi apparaît ou est surpris — de manière régulièrement insolite — durant les activités scolaires où elle encadre sa fille ainsi que ses condisciples, et lui demande parfois un service, elle finit souvent par conclure que ses actes et propos « ambigus » (dont le sujet est toujours Hime, en ce qui le concerne) témoigneraient d'un intérêt amoureux pour elle.
Naru Senda (千田 奈留, Senda Naru)
Voix japonaise : Rikako Aida
Une lycéenne, conseillère et professeur bénévole d'une classe de peinture et désirant devenir une idole, dont Hime serait la première « admiratrice » ainsi qu'une élève.
Kakushi serait, quant à lui, le premier adulte à l'avoir « prise au sérieux » en l'écoutant attentivement, même « passionnément » parler de son rêve (en réalité, pour obtenir une expertise sur le sujet ainsi que son sociotype dans le cadre de son travail) sans s'en moquer.
Yō Shiokoshi (汐越 羊, Shiokoshi You)
Voix japonaise : Shiho Kokido (ja)
Une conseillère et professeur en cuisine, dont Kakushi participe aux cours.
Ses cours devenant, malgré elle et aux dépens de ce dernier, interdits aux « hommes » à cause d'importuns ne s'y inscrivant que pour draguer, elle saisit toutefois cette opportunité en lui proposant de lui donner des cours particuliers.
Ses propos et motivations, interprétés ou mal compris, la laisse également penser que Kakushi chercherait à combler l'absence maternelle dans sa vie de famille et aurait des vues sur elle.
Kumi Jōro (城路 久美, Jouro Kumi)
Voix japonaise : Yumi Hara (ja)
Une fleuriste à lunettes, celle à laquelle Kakushi se réfère en la matière.
Elle a pour routine quotidienne d'arroser à peu près tout et n’importe quoi avec son arrosoir, des fleurs aux petits oiseaux.
Elle est persuadée, par un malentendu et le biais indirect du langage des fleurs, que Kakushi lui aurait tacitement avoué un amour profond et secret.

### Autres
(provisoire) (（仮）, (kari)) (nom temporaire) / Tonzi Gotō (後藤 ロク, Gotou Roku) (nom définitif)
Voix japonaise : Natsuki Hanae
Le chiot adopté par Kakushi pour sa fille.
Voulant faire plaisir à Hime, et afin qu'elle se sente moins seule en tant qu'enfant unique, il accepte de recevoir de son beau-père ce chiot de quatrième génération, dont l'un des ancêtres fut de son temps celui de sa femme, la mère d'Hime.
Son nom, trouvé à la suite d'un malentendu lorsque la fillette va l'enregistrer à la préfecture, est un calembour involontaire et multiple : en version originale, selon l'écriture, avec « inscription ; enregistrement » (ご登録, go-touroku), « [Aller s'/va t’]inscrire/enregistrer » (碁登録, go touroku), « inscription/enregistrement de mots » (語登録, go-touroku) ou encore « post-inscription/enregistrement » (後登録, go-touroku) ; en version traduite, avec « ton zigoto ».

### Arlésiennes
Kairi Imashigata (戒潟 魁吏, Imashigata Kairi) / Naoto Date (だてなおと, Date Naoto) (pseudonyme) / « Coopération de peinture japonaise » (日本画協力, nihonga kyouryoku) (série animée — crédits de fin des épisodes 6 et 12)
Voix japonaise : Akio Ōtsuka
Le grand-père maternel d'Hime et beau-père (visiblement de milieu aisé) de Kakushi.
Ce dernier et lui étant en froid puisqu'à l'origine contre l'idylle de sa fille avec son beau-fils, qui le décrit comme l'« Ordure » (クソみたいな人間, Kuso mitaina ningen, litt. « humain semblable à une merde »), il n'apparaît ni explicitement dans la vie de sa petite-fille, ni visuellement, son visage demeurant dissimulé des regards. En dépit de cela, Kakushi tolère de brèves entrevues avec lui (en rapport avec Hime) si nécessaire, et reconnaît comme tout le monde ses talents de peintre.
Il continue, même à distance, d'irriter Kakushi en étant dans une espèce de compétition tacite pour faire plaisir à Hime, lui offrant chaque année (sous un faux nom) son nouveau cartable scolaire ou des affaires en lien avec sa mère comme un piano ou, pour l'occasion, son chiot Tonzi, qui est issu (en quatrième génération) de la même lignée que le chien que sa propre fille possédait au même âge.
Madame Gotō (後藤夫人, Gouto-fujin) / Komari Gotō (後藤 小鞠, Gotou Komari) (version filmique)
Voix japonaise : Mamiko Noto
La mère d'Hime et compagne absente de Kakushi, qui en souffre visiblement beaucoup.
Elle n'apparaît qu’anecdotiquement et subrepticement à travers leurs souvenirs et semble, selon toute vraisemblance (même si ce n'est pas explicitement confirmé), décédée antérieurement à l'histoire.
À l'époque où elle vivait avec sa petite famille, elle travaillait comme coordinatrice des couleurs mais, après la naissance d'Hime, fut atteinte d'une achromatopsie, la condamnant à perdre progressivement sa perception des couleurs : elle disparut de leur vie peu de temps après.
Afin d'anticiper et combler un peu sa propre absence auprès d'eux, elle a laissé derrière elle ainsi qu'à l'attention respective de sa fille et de son compagnon, des séries de boîtes étiquetées par ordre d'âge, contenant des objets et conseils censés leur être utiles aux âges correspondants.

## Production et supports

### Bande dessinée
Kakushigoto est écrit et dessiné par Kōji Kumeta. Le manga est lancé dans le numéro de janvier 2016 du Monthly Shōnen Magazine, paru le 5 décembre 2015. Le dernier chapitre est publié dans le numéro d'août 2020 du magazine, sorti le 6 juillet 2020,. Les chapitres sont rassemblés et édités dans 12 volumes tankōbon par Kōdansha,.
En octobre 2018, Vega a annoncé l'acquisition de la licence du manga pour la version française sous le nom KakushiGoto et dont le premier volume est sorti en avril 2019,. En Amérique du Nord, le manga est publié numériquement par la maison d'édition Kodansha Comics depuis mars 2020 sous le titre Kakushigoto: My Dad's Secret Ambition.

### Série animée
Une adaptation en série animée est annoncée dans le dixième volume du manga le 15 novembre 2019,. La série télévisée d'animation est réalisée par Yūta Murano au sein du studio Ajiadō, avec Takashi Aoshima gérant les scripts, Shūhei Yamamoto pour les character designs et Yukari Hashimoto composant la bande originale. Elle est diffusée pour la première fois au Japon entre le 2 avril et le 18 juin 2020 sur BS-NTV et AT-X, et un peu plus tard sur Tokyo MX, SUN,. Douze épisodes composent la série, répartis dans trois coffrets Blu-ray et DVD.
Wakanim détient les droits de diffusion en simulcast de la série dans les pays francophones ; mais également en Allemagne, en Autriche, dans les pays nordiques et dans les pays russophones,,. En Amérique du Nord, la série est acquise par Funimation qui diffuse à la fois une version sous-titrée en simulcast et une version doublée en anglais. AnimeLab la diffuse également en Australie et en Nouvelle-Zélande. La série est aussi disponible en France sur Crunchyroll.

#### Musique

##### Génériques
La chanson du générique d'ouverture, Chiisana hibi (ちいさな日々), est interprétée par le groupe de rock japonais flumpool tandis que celle de fermeture, Kimi wa tennenshoku (ja) (君は天然色), est interprétée par Eiichi Ōtaki (ja),.
| Kakushigoto (かくしごと) | Kakushigoto (かくしごと)     | Kakushigoto (かくしごと) | Kakushigoto (かくしごと) | Kakushigoto (かくしごと)              | Kakushigoto (かくしごと)                   |
| Début                    | Début                        | Début                    | Fin                      | Fin                                   | Fin                                        |
| Épisodes                 | Titre                        | Artiste                  | Épisodes                 | Titre                                 | Artiste                                    |
| ------------------------ | ---------------------------- | ------------------------ | ------------------------ | ------------------------------------- | ------------------------------------------ |
| 1–12                     | Chiisana hibi (ちいさな日々) | flumpool                 | 1–12                     | Kimi wa tennenshoku (ja) (君は天然色) | Eiichi Ōtaki (ja) (大瀧詠一, Ōtaki Eiichi) |

### Film d'animation
Le 12 décembre 2020, il a été annoncé que la série allait être compilée pour la décliner en une version filmique.
Gekijou henshū-ban Kakushigoto ― Himegoto wa nandesu ka ― (劇場編集版 かくしごと ―ひめごとはなんですか―, litt. « Kakushigoto version édition théâtrale - [Quel est le/Qu'est-ce qu'un] secret ? - ») est diffusé pour la première fois le 9 juillet 2021. Le film est disponible sur Wakanim depuis le 6 août 2021.
En plus des scènes issues de la série, elle contient également des scènes inédites ainsi qu'un épilogue.